# Charles Bouldoire

a Compétitions nationales et continentales officielles uniquement.

Dernière mise à jour le 10 novembre 2020.
Charles Bouldoire, né le 8 juin 1993, est un joueur français de rugby à XV évoluant au poste d’arrière ou centre au Valence Romans Drôme Rugby.

## Biographie
Charles Bouldoire commence le rugby au Rheu en Bretagne puis rejoint Besançon où il fait ses débuts en équipe première à 19 ans en 2012. Il rejoint le centre de formation du Stade rochelais en 2013 où il fait ses premières apparitions chez les professionnels lors de la saison 2014-2015.
Il prolonge son contrat jusqu'en 2020 mais est libéré pour signer au Biarritz olympique en 2018. Son contrat n'est pas renouvelé et il quitte le BO en 2020. Sans club pour la reprise des compétitions, il s'entraîne avec le groupe professionnel du Stade rochelais puis s'engage en novembre 2020 à Valence-Romans pour une saison.